# 14. Reserve-Division (Deutsches Kaiserreich)
Die 14. Reserve-Division war ein Großverband der Preußischen Armee im Ersten Weltkrieg.

## Gliederung

### Kriegsgliederung bei Mobilmachung 1914
- 28. Infanterie-Brigade
  - Niederrheinisches Füsilier-Regiment Nr. 39
  - 8. Lothringisches Infanterie-Regiment Nr. 159
- 27. Reserve-Infanterie-Brigade
  - Reserve-Infanterie-Regiment Nr. 16
  - Reserve-Infanterie-Regiment Nr. 53
- Reserve-Husaren-Regiment Nr. 8
- Reserve-Feldartillerie-Regiment Nr. 14
- 1. Reserve-Kompanie/1. Reserve-Pionier-Bataillon Nr. 8
- 2. Reserve-Kompanie/1. Reserve-Pionier-Bataillon Nr. 8

### Kriegsgliederung im 9. April 1918
- 27. Reserve-Infanterie-Brigade
  - Reserve-Infanterie-Regiment Nr. 16
  - Reserve-Infanterie-Regiment Nr. 53
  - 8. Lothringisches Infanterie-Regiment Nr. 159
  - 1. Eskadron/Reserve-Husaren-Regiment Nr. 5
- Artillerie-Kommandeur Nr. 102
  - Reserve-Feldartillerie-Regiment Nr. 14
- Pionier-Bataillon Nr. 314
- Divisions-Nachrichten-Kommandeur Nr. 414

## Gefechtskalender

### 1914
- 22. bis 25. August --- Eroberung von Namur
- 25. August bis 7. September --- Belagerung und Einnahme von Maubeuge
- ab 13. September --- Kämpfe an der Aisne

### 1915
- bis 31. Oktober --- Kämpfe an der Aisne
- 1. November bis 20. Dezember --- Reserve der OHL
- ab 21. Dezember --- Stellungskämpfe um Verdun

### 1916
- bis 20. Februar --- Stellungskämpfe um Verdun
- 21. Februar bis 9. September --- Schlacht um Verdun
- 9. September bis 20. Dezember --- Stellungskämpfe vor Verdun
- ab 20. Dezember --- Stellungskämpfe an der Somme

### 1917
- bis 17. Januar --- Stellungskämpfe an der Somme
- 19. Januar bis 5. April --- Stellungskämpfe in der Champagne
- 6. April bis 27. Mai --- Doppelschlacht Aisne-Champagne
- 28. Mai bis 23. Oktober --- Stellungskämpfe bei Reims
- 24. Oktober bis 2. November --- Nachhutkämpfe an und südlich der Ailette
- ab 3. November --- Stellungskämpfe nördlich der Ailette

### 1918
- bis 20. März --- Stellungskämpfe nördlich der Ailette
- 21. März bis 9. April --- Große Schlacht in Frankreich
- 10. April bis 26. Mai --- Stellungskämpfe nördlich der Ailette
- 27. Mai bis 13. Juni --- Schlacht bei Soissons und Reims
  - 27. Mai --- Erstürmung der Höhen des Chemin des Dames
- 14. Juni bis 4. Juli --- Stellungskämpfe zwischen Oise, Aisne und Marne
- 5. bis 17. Juli --- Stellungskämpfe westlich Soissons
- 18. bis 25. Juli --- Abwehrschlacht zwischen Soissons und Reims
- 2. bis 21. August --- Stellungskampf im Oberelsass
- 22. August bis 2. September --- Schlacht Albert-Péronne
- 3. bis 7. September --- Kämpfe vor der Siegfriedfront
- 8. bis 17. September --- Abwehrschlacht zwischen Cambrai und St. Quentin
- 18. September bis 3. Oktober --- Stellungskampf im Oberelsass
- 5. bis 9. Oktober --- Abwehrschlacht in der Champagne und an der Maas
- 10. bis 12. Oktober --- Kämpfe vor der Hunding- und Brunhildfront
- 13. bis 17. Oktober --- Kämpfe an der Aisne und Aire
- 18. bis 23. Oktober --- Kämpfe bei Attigny und Rilly-aux-Oies
- 24. bis 31. Oktober --- Kämpfe an der Aisne und Aire
- 1. bis 4. November --- Kämpfe zwischen Aisne und Maas
- 5. bis 11. November --- Rückzugskämpfe vor der Antwerpen-Maas-Stellung
- ab 12. November --- Räumung des besetzten Gebietes und Marsch in die Heimat

## Kommandeure
| Dienstgrad      | Name               | Datum                                |
| --------------- | ------------------ | ------------------------------------ |
| Generalleutnant | Wolfgang von Unger | 2. August 1914 bis 27. Januar 1915   |
| Generalleutnant | Ernst Wagner       | 28. Januar bis 19. März 1915         |
| Generalleutnant | Robert Loeb        | 20. März 1915 bis 30. September 1918 |
| Generalleutnant | Thilo von Hanstein | 1. Oktober 1918 bis 12. Januar 1919  |